# Камышинка (Абатский район)
Камы́шинка — деревня в Абатском районе Тюменской области России. Входит в состав Шевыринского сельского поселения.

## История
В 1928 году село Камышинское состояло из 173 хозяйств, основное население — русские. В административном отношении являлось центром Камышинского сельсовета Крутинского района Омского округа Сибирского края.

## Население
| 1989 | 2002 | 2010 |
| ---- | ---- | ---- |
| 321  | ↘261 | ↘190 |

## Улицы
- ул. Ворошилова,
- ул. Восточная,
- ул. Энергетиков.